# Steven van der Hagen
Steven van der Hagen (Amersfoort, 1563 – 1621) è stato un militare e ammiraglio olandese.
Van der Hagen fu il primo ammiraglio della Compagnia Olandese delle Indie Orientali (VOC). Fece tre visite nelle Indie Orientali, trascorrendovi in tutto sei anni. È stato nominato al Raad van Indië. Van der Hagen protestò contro la dura amministrazione degli amministratori, che volevano il monopolio del commercio dei chiodi di garofano ed erano disposti a combattere contro i loro concorrenti commerciali spagnoli, portoghesi, inglesi o asiatici pur di ottenerlo. Laurens Reael e Steven van der Hagen hanno scritto con disapprovazione su come l'Heren XVII trattasse gli interessi e le leggi della popolazione delle Molucche.